# Claudia Wells
Claudia Grace Wells (Kuala Lumpur, 5 luglio 1966) è un'attrice statunitense.
È famosa soprattutto per l'interpretazione di Jennifer Parker nel film Ritorno al futuro del 1985.

## Biografia
Nata in Malaysia, è cresciuta a San Francisco. Dopo alcune apparizioni in varie serie TV, ha guadagnato un grande successo recitando nel 1985 nel film Ritorno al futuro nel ruolo di Jennifer Parker, la fidanzata di Marty McFly, interpretato da Michael J. Fox. Tuttavia, dopo che alla madre venne diagnosticato un tumore, decise di declinare la partecipazione a Ritorno al futuro - Parte II e a Ritorno al futuro - Parte III, per prendersi cura di sua madre, e il suo ruolo venne perciò assegnato all'attrice Elisabeth Shue.
Sempre nel 1985, recitò in Stop the Madness, un video musicale anti-droga sponsorizzato dall'amministrazione Reagan, insieme a molti altri famosi musicisti, attori e atleti. L'anno successivo apparve nel film TV Babies Having Babies e nella serie Fast Times, un adattamento televisivo del popolare film del 1982 Fast Times at Ridgemont High. Dopo Fast Times, non è più apparsa sullo schermo fino al film indipendente del 1996 Still Waters Burn.
Dal 1991 gestisce un negozio di abbigliamento maschile d'alta moda a Studio City, in California, che si chiama Armani Wells.
Dopo un breve ritorno alle scene nel 1996 nel film indipendente Still Waters Burn (uscito in DVD solo nel 2008), la Wells recita nel 2011 in Alien Armageddon.

## Filmografia parziale

### Cinema
- Ritorno al futuro (Back to the Future, 1985)
- Still Waters Burn (Still Waters Burn, 1996)
- Alien Armageddon (Alien Armageddon, 2011)
- Starship: Rising (Starship: Rising, 2014)
- EP/Executive Protection (EP/Executive Protection, 2015)
- Back in Time (documentario, 2015)
- Groove Street (Groove Street, 2018)
- Vitals (Vitals, 2018)

### Televisione
- In casa Lawrence (Family) – serie TV, 2 episodi (1979)
- Strike Force – serie TV, 1 episodio (1981)
- Herbie, the Love Bug – serie TV, 5 episodi (1982)
- Saranno famosi (Fame) – serie TV, 1 episodio (1984)
- Off the Rack – serie TV, 7 episodi (1984-1985)
- CBS Schoolbreak Special – serie TV, 2 episodi (1984-1986)
- Trapper John (Trapper John, M.D.) – serie TV, 1 episodio (1985)
- Simon & Simon – serie TV, 1 episodio (1985)
- Fast Times – serie TV, 7 episodi (1986)
- Brothers – serie TV, 1 episodio (1986)
- The Mentalist – serie TV, 1 episodio (2011)

## Videogames
- Back to the Future: The Game (voce Jennifer Parker, 2010)